# Safia Farhat
Safia Farhat (صفية فرحات) nacida Foudhaili (Radès, 1924 - 7 de febrero de 2004) fue una pionera de las artes visuales en Túnez, además de académica y activista por los derechos de las mujeres. Se la recuerda por introducir el tapiz moderno en su país, así como por sus contribuciones en los campos del diseño, la pintura, la cerámica, la tapicería y las artes decorativas, empleando diversos materiales como sellos, cerámica, vidrieras y tapices. Farhat también fundó la primera revista feminista árabe-africana, Faïza.

## Trayectoria
Nacida en Radès en 1924, se educó en Francia y Túnez, incluido el Instituto de Bellas Artes de Túnez.
Farhat es recordada por introducir el tapiz moderno en Túnez. Fue una parte crucial en la creación de colaboraciones entre artistas y artesanos de la industria artesanal estatal durante el período del socialismo tunecino. Su papel como la primera mujer y primera directora tunecina de la Escuela poscolonial de Bellas Artes de Túnez ayudó a transformar la cultura colonial, dominada por hombres, en una que admitía y producía una generación de mujeres artistas y maestras.
En 1949 participó en el movimiento artístico de la École de Tunis, siendo la única mujer asociada al grupo. En 1959 fundó la revista Faiza, la primera revista femenina tunecina tras la independencia del país. Contribuyó a la reforma y revisión de la enseñanza artística, y fue la primera directora tunecina de la Escuela de Bellas Artes de Túnez, donde impartió clases a finales de la década de 1950. Fue directora del Instituto de Bellas Artes de Túnez a partir de 1966, dirigiendo su nueva Escuela de Arquitectura.
Farhat diseñó sellos postales tunecinos. En 1980 se emitieron dos, en uno de los cuales aparecían encajes de Chebka y trabajos en metal.
Farhat estuvo asociada con la Association des peintres et amateurs de'art en Tunisie donde fue la presidenta; fue cofundadora de Zin una empresa de decoración; y fundadora del Centre des Arts Vivants de Rades en 1981,  institución que, junto con su marido Ammar Farhat, donaron al estado tunecino. Farhat creó obras de arte en diversas formas artísticas, incluidos vitrales, dibujos, pinturas, relieves, frescos y, especialmente, tapices decorativos. Murió en 2004.